# Crewe Works

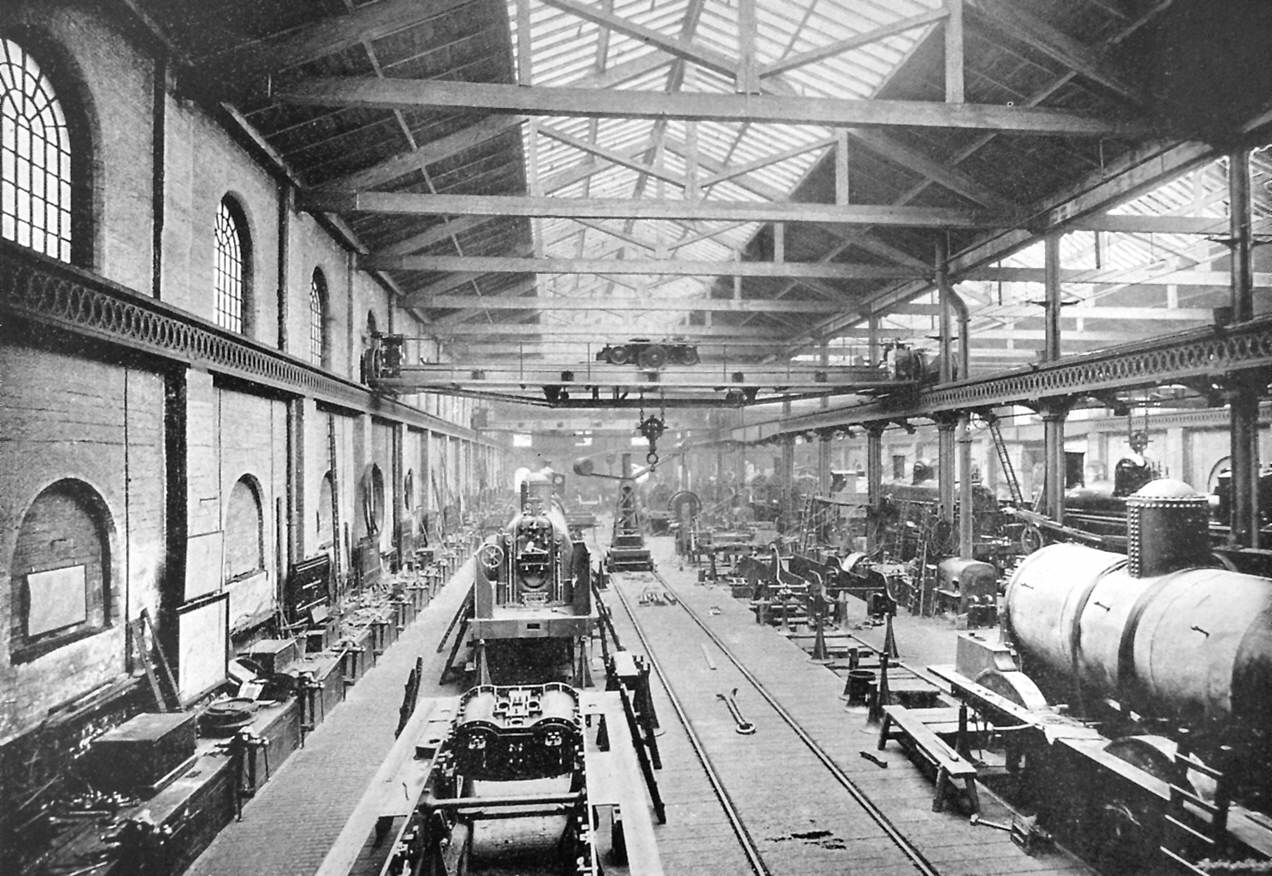
Crewe Works um 1890

Die Crewe Works waren ein Hersteller und Ausbesserungswerk für Schienenfahrzeuge in der westenglischen Stadt Crewe. Sie wurden 1843 von der Grand Junction Railway (GJR) eröffnet, 1846 durch die London and North Western Railway (LNWR), 1923 durch die London, Midland and Scottish Railway (LMS) und 1948 durch die British Railways (BR) übernommen. Mehr als 8000 Lokomotiven entstanden in einer Zeitspanne von beinahe 150 Jahren am Standort Crewe. Große Teile der Crewe Works wurden in den 1980er Jahren stillgelegt und abgerissen. Das verbliebene ehemalige Stahlwerk wird heute vom französischen Konzern Alstom zur Instandhaltung von Drehgestellen und Fahrmotoren genutzt.

## Geschichte

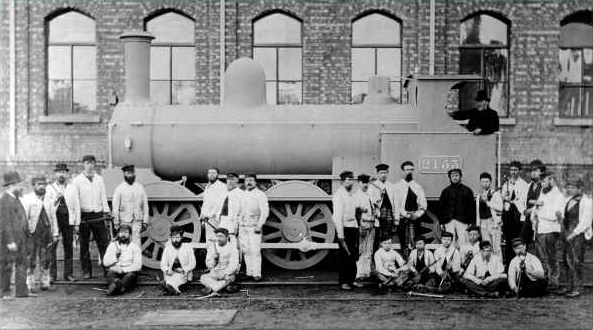
Fabrikneue 1140 zu einem Fototermin (Februar 1878)

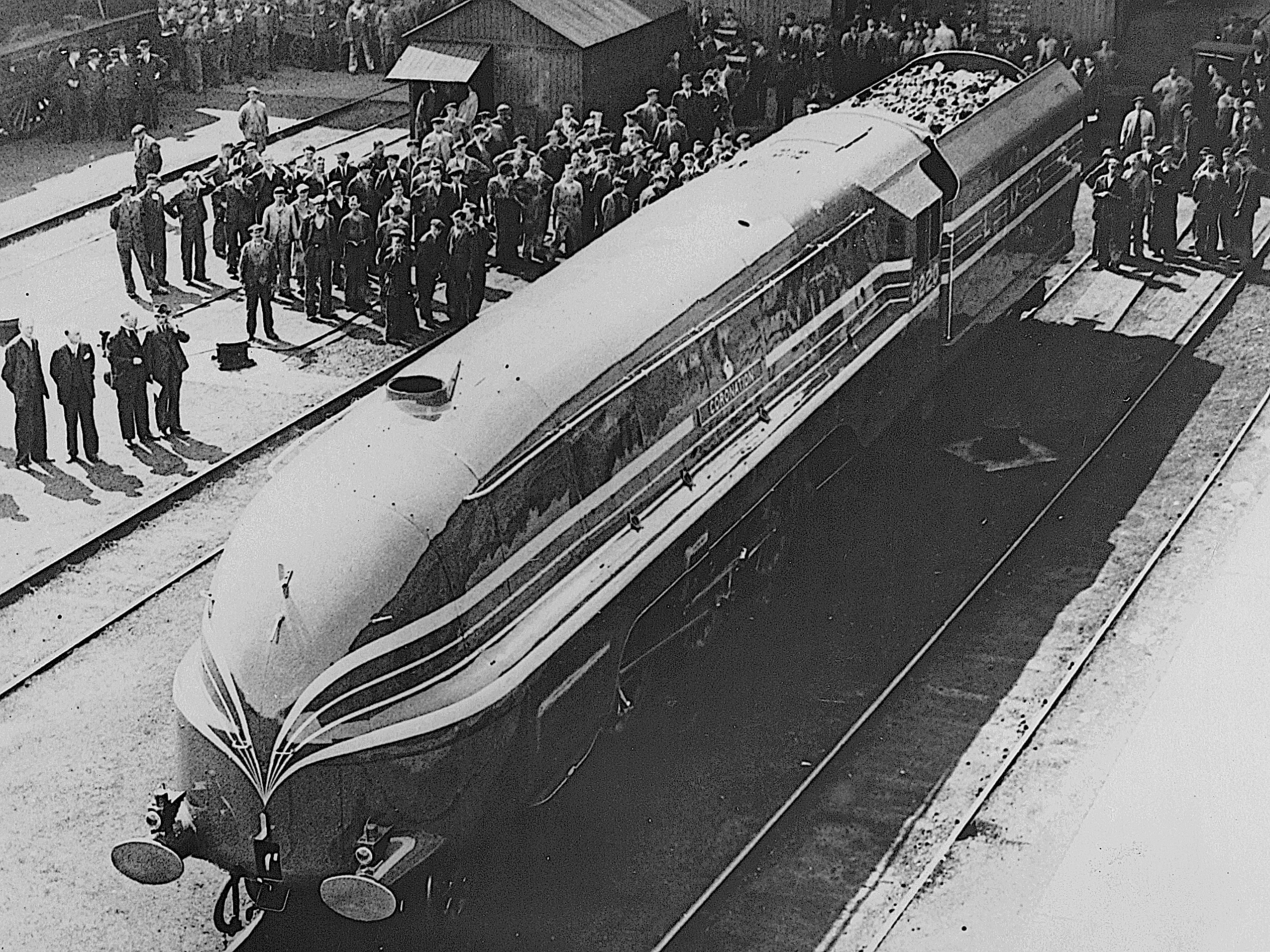
Fabrikneue 6220 „Coronation“ zu einem Fototermin (März 1937)

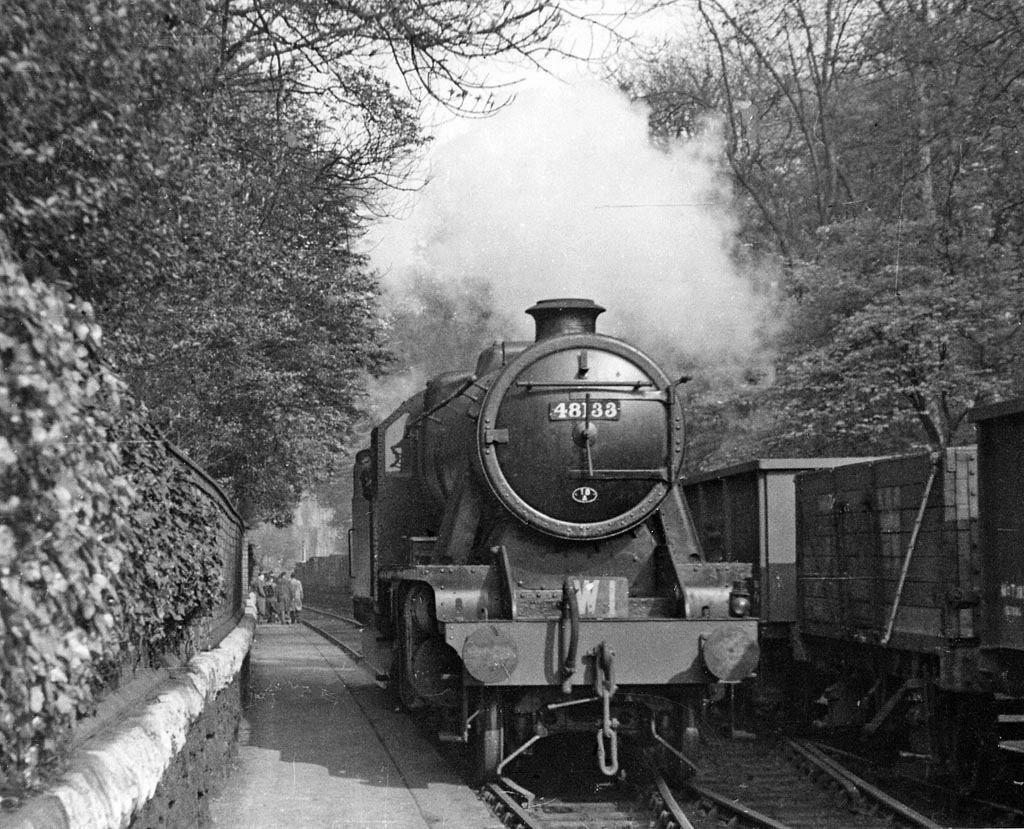
8F 48133 auf dem Werksgelände (Mai 1948)

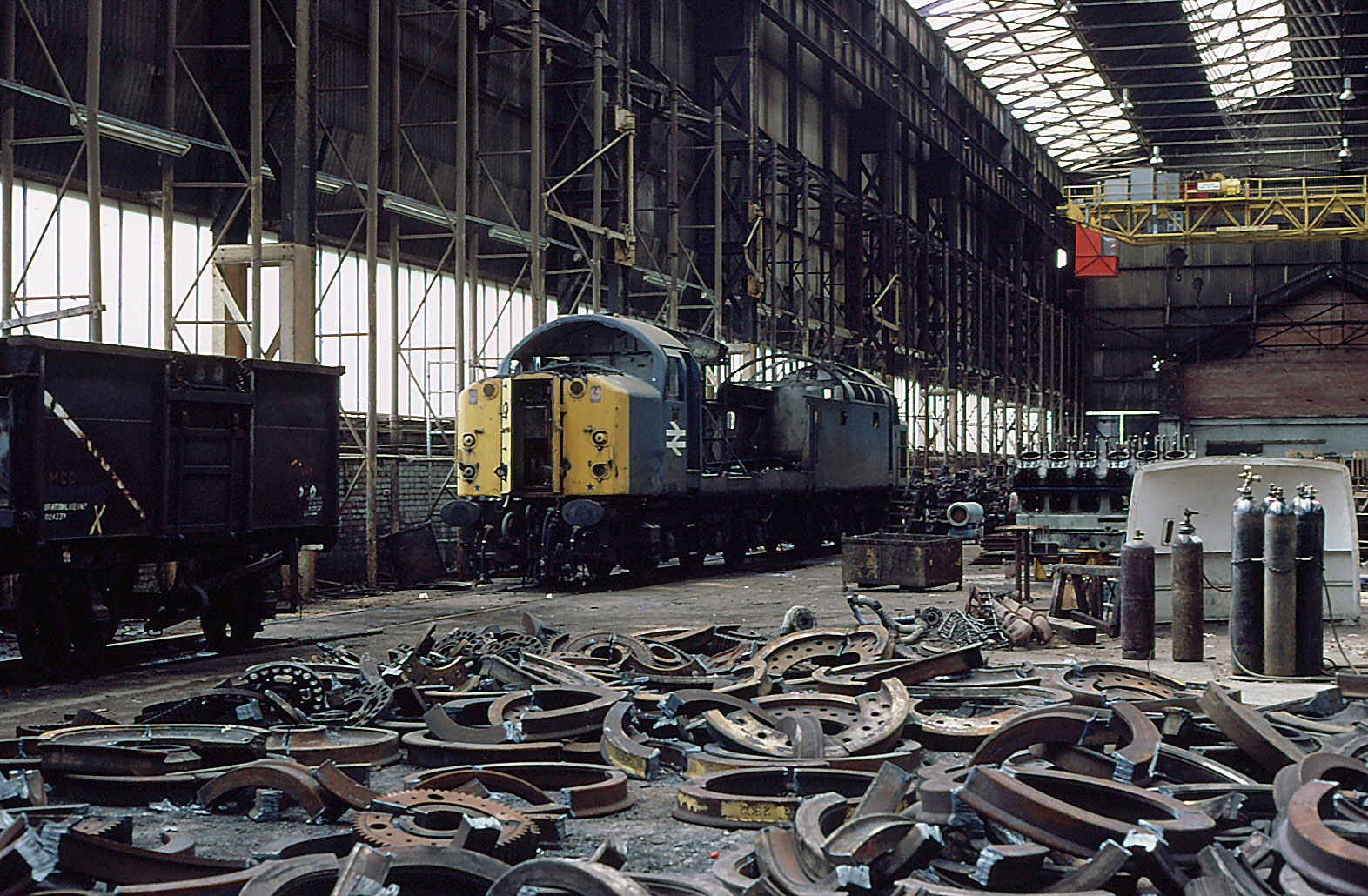
40123 zur Zerlegung in einer der Werkhallen (Mai 1982)

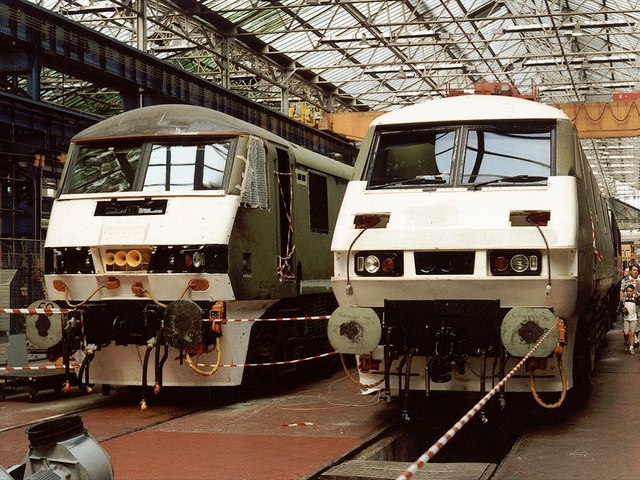
90050 und 91020 in der Endmontage (Juli 1990)

### Grand Junction Railway
Nach der Übernahme der Chester and Crewe Railway im Jahr 1840 begann die Grand Junction Railway (GJR) in Crewe mit dem Bau eines Werkes für die Herstellung und Instandhaltung von Schienenfahrzeugen. Am 20. Oktober 1843 verließ die 1A1-Schlepptenderlokomotive 32 „Tamerlane“ als erste Lokomotive die Crewe Works. Die Werkstätten gewannen rasch an Bedeutung, wozu 1845 auch die Eingliederung der Liverpool and Manchester Railway (L&MR) in die GJR beitrug.

### London and North Western Railway
1846 wurde das Werk durch die London and North Western Railway (LNWR) übernommen, die bei der Fusion der GJR mit der London and Birmingham Railway (L&BR) sowie der Manchester and Birmingham Railway (M&BR) entstanden war. Schon bald wurde die Wagenproduktion an andere Werke abgegeben, während sich die Crewe Works auf den Lokomotivbau spezialisierten. John Ramsbottom, Erfinder des ersten betriebstauglichen Kesselsicherheitsventils und der Trogbetankung, wurde 1857 Locomotive Superintendent der Northern Division der LNWR, 1862 Chief Mechanical Engineer der gesamten Bahngesellschaft. In dieser Funktion setzte er sich für die Standardisierung von Werkzeugen und Bauteilen ein und ließ außerdem eine schmalspurige Werksbahn, die Crewe Works Railway, erbauen, die 1862 eröffnet, bis 1878 schrittweise ausgebaut und bis 1932 betrieben wurde.
1862 übernahmen die Crewe Works die Lokomotivproduktion der Wolverton Works. Aufgrund des steigenden Platzbedarfs entstanden weitere Werkstätten entlang der North Wales Coast Line. Die ursprünglichen, nun als Crewe Old Works bezeichneten Anlagen nutzte die LNWR weiterhin für die Reparatur von Lokomotivkesseln. Zur Versorgung der Crewe Works entstanden eigens ein Stahlwerk und eine Ziegelei. Die Stahlerzeugung erfolgte ab 1864 nach dem Bessemer-Verfahren, ab 1868 nach dem Siemens-Martin-Verfahren und später mit Lichtbogenöfen. Auf den Antrag privater Lokomotivhersteller hin wurde 1876 eine Verfügung erlassen, welche der LNWR die Belieferung fremder Eisenbahngesellschaften verbot.
Zahlreiche Fahrzeuge verschiedenster Typen wurden in Crewe entworfen und gebaut, darunter die Güterzuglokomotiven der Klassen DX Goods, Special Tank, 17in Coal, 18in Goods, Coal Tank, 19in Express Goods, B und G1 sowie die Personenzuglokomotiven der Klassen 4ft 6in Tank, 5ft 6in Tank, Improved Precedent, Precursor, Experiment, Prince of Wales und Claughton. Ungewöhnlich waren die von Francis Webb konstruierten Dampflokomotiven mit Einzelachsantrieben, beispielsweise die Klassen Experiment und Dreadnought, die sich jedoch nicht bewährten. Einige Güterwagen wie die Kohlenwagen nach Musterblatt 65 ließ die LNWR ebenfalls in Crewe fertigen.

### London, Midland and Scottish Railway
1923 ging die LNWR in der London, Midland and Scottish Railway (LMS) auf, woraufhin verstärkt die Erfahrungen anderer Vorgängergesellschaften wie der Midland Railway (MR) in die Lokomotivkonstruktion der Crewe Works einflossen, so zum Beispiel bei den Klassen 2P und 4F. 1932 wurde William Stanier Chief Mechanical Engineer der LMS und wählte den Standort Crewe als Hauptproduktionsstätte für Lokomotiven. Neben modernen und leistungsfähigen Güterzuglokomotiven der Klasse 8F, Mehrzwecklokomotiven der Klasse 5 „Black Five“ sowie Schnellzuglokomotiven der Klassen 5XP „Jubilee“, 7P „Princess Royal“ und 7P „Coronation“ lieferten die Crewe Works Kessel und Schmiedeteile für alle Neubaulokomotiven der LMS. Während des Zweiten Weltkriegs produzierte das Werk über 150 Kampfpanzer des Typs Cruiser Mk V Covenanter. Darüber hinaus wurden Stahlteile für den Streckenbau hergestellt.

### British Railways
Nach der Gründung der British Railways (BR) im Jahr 1948 entwarf Robert Riddles als Chief Mechanical Engineer die BR-Standardklassen. In den folgenden Jahren waren die Crewe Works an der Fertigung der Standardklassen 2MT 2-6-2T, 6, 7, 8P und 9F beteiligt. Die letzte von über 7000 in Crewe gebauten Dampflokomotiven, die 9F 92250, verließ im Dezember 1958 das Werk.
Ab 1957 produzierten die Crewe Works dieselelektrische Rangierlokomotiven der Klasse D3/2, dieselelektrische Streckenlokomotiven der Klassen D11/3, D12/1, D25/1, 27/2 und 56, dieselhydraulische der Klasse D27/1 sowie elektrische der Klassen 87, 89, 90 und 91. Hinzu kamen die dieselelektrischen HST-Triebköpfe der Klassen 41 und 43. Neben der Herstellung und Instandhaltung war das Werk für die Zerlegung ausgemusterter Fahrzeuge zuständig. 1984 verließen die letzten Diesellokomotiven der Klasse 56 und 1991 die letzten elektrischen Lokomotiven der Klasse 91 die Crewe Works.

### Stilllegung und Privatisierung
British Rail Engineering Limited (BREL), seit 1970 Betreiber der Crewe Works, leitete in den 1980er Jahren die Stilllegung ein. Große Teile des Werkes wurden abgerissen, die verbliebenen Anlagen 1989 privatisiert. Das ehemalige Stahlwerk wurde zunächst durch Asea Brown Boveri (ABB), 1996 durch ABB Daimler Benz Transportation (ADtranz), 2001 durch Bombardier Transportation und 2021 schließlich durch Alstom übernommen. Alstom verwendet die sanierte und modernisierte Werkstatt heute für die Instandhaltung von Drehgestellen und Fahrmotoren elektrischer Triebzüge, beispielsweise der Klassen 390 und 458. Die Drehgestelle der HS2-Hochgeschwindigkeitszüge sollen ebenfalls in Crewe hergestellt und instandgehalten werden. Große Teile des ehemaligen Werksgeländes werden inzwischen als Gewerbe- und Wohngebiete sowie vom Crewe Heritage Centre, einem Eisenbahnmuseum, genutzt.